# Charles Hamelin
Charles Hamelin (ur. 14 kwietnia 1984) – kanadyjski łyżwiarz szybki specjalizujący się w short tracku. Sześciokrotny medalista olimpijski.
W igrzyskach brał udział pięciokrotnie (Turyn, Vancover, Soczi, Pjongczang, Pekin). W 2006 był czwarty na dystansie 1500 metrów, a wspólnie z kolegami był drugi w sztafecie. Cztery lata później Kanadyjczycy triumfowali w biegu sztafetowym, a kilka godzin wcześniej Hamelin zwyciężył na dystansie 500 metrów. Oprócz niego w skład sztafety Kanady wchodzili: jego brat François Hamelin, Olivier Jean, François-Louis Tremblay i Guillaume Bastille. Na igrzyskach w Vancouver startował także na dystansie 1000 m (zajął 4. pozycję) i 1500 m (zajął 7. pozycję). Na igrzyskach w Soczi wywalczył złoty medal w konkurencji biegu na 1500 m, poza tym zajął 6. pozycję w biegu sztafetowym, 14. pozycję w biegu na 1000 m oraz 32. pozycję w biegu na 500 m. W Pjongczangu zdobył brązowy medal olimpijski w biegu sztafetowym, natomiast w Pekinie otrzymał razem z Stevenem Dubois, Jordanem Pierre-Gillesem, Pascalem Dionem i Maxime Laoun złoty medal w konkurencji biegu sztafetowego.
Wielokrotnie stawał na podium mistrzostw świata, był m.in. złotym medalistą na dystansie 500 metrów (2007 i 2009) oraz w drużynie (2005 i 2007).